# Enterocolitis
L'enterocolitis és una inflamació del còlon i l'intestí prim. No obstant això, la majoria de les condicions es classifiquen en un o altre dels següents:
- Enteritis: inflamació de l'intestí prim
- Colitis: inflamació de l'intestí gros, especialment el de còlon.

## Causes
Entre els agents causals de l'enterocolitis aguda es troben:
- bacteris: Salmonella, Shigella, Escherichia coli (E. coli), Campylobacter, etc.
- virus: enterovirus, rotavirus, norovirus, adenovirus
- fongs: candidiasi, especialment en pacients immunosuprimits o que han rebut prèviament un tractament antibiòtic prolongat
- paràsits: Giardia lamblia (amb una alta freqüència d'infestació a la població, però no sempre amb manifestacions clíniques), Balantidium coli, Blastocystis homnis, Cryptosporidium (diarrea en persones amb immunosupressió), Entamoeba histolytica (produeix disenteria amebiana, comuna a les zones tropicals).